# Epilogue (альбом The Prog Collective)
Epilogue — второй студийный альбом музыкального проекта The Prog Collective, созданного мультиинструменталистом Билли Шервудом. Альбом увидел свет в 2013 году, спустя год после релиза дебютной пластинки. Как и на предыдущем альбоме, Шервуд привлёк множество различных музыкантов прогрессивного рока.

## Об альбоме
По мнению музыкального обозревателя онлайн-журнала HardRockHeaven Джо Миса альбом может понравиться поклонникам прогрессивного рока, но вряд ли увлечёт случайного слушателя. Он считает «Are We To Believe?» одной из самых сильных композиций на альбоме и отмечает гитарные соло Стива Хиллиджа. «Adding Fuel To The Fire» по его мнению другая сильная композиция благодаря «гитарным пассажам Стива Морса, замысловатым клавишным Джордана Рудесса и сильному вокалу Фи Уэйбилла».
В заключение он говорит, что это достойный, приятный для прослушивания альбом, однако «доказывающий, что целое всегда больше, чем сумма частей», и что альбом несколько меркнет перед ещё одним проектом Шервуда The Fusion Syndicate. Мис оценивает альбом в 6 из 10.

## Список композиций
Все композиции написаны Билли Шервудом, если не указано иное.
| №                   | Название                  | Автор(ы)             | Длительность |
| ------------------- | ------------------------- | -------------------- | ------------ |
| 1.                  | «Are We To Believe?»      |                      | 7:18         |
| 2.                  | «What Can Be Done?»       |                      | 7:47         |
| 3.                  | «Adding Fuel To The Fire» |                      | 7:30         |
| 4.                  | «Tomorrow Becomes Today»  |                      | 7:34         |
| 5.                  | «Shining Diamonds»        | Шервуд, Стив Стивенс | 7:53         |
| 6.                  | «In Our Time»             |                      | 7:22         |
| 7.                  | «Memory Tracks»           |                      | 7:58         |
| 8.                  | «Just Another Day»        | Шервуд, Гэри Грин    | 9:00         |
| 9.                  | «Epilogue»                |                      | 2:27         |
| Общая длительность: | Общая длительность:       | Общая длительность:  | 64:49        |

## Участники записи
Are We To Believe?
- Колин Моулдинг — вокал
- Мел Коллинз — саксофон, флейта
- Стив Хиллидж — гитара
- Рик Уэйкман — клавишные
- Билли Шервуд — ударные, бас-гитара, бэк-вокал

What Can Be Done?
- Джон Уэттон — вокал
- Дерек Шеринян — клавишные
- Джон Уэсли — гитара
- Билли Шервуд — ударные, бас-гитара, синтезатор, гитара

Adding Fuel To The Fire
- Фи Уэйбилл — вокал
- Джордан Рудесс — клавишные
- Стив Морс — гитара
- Билли Шервуд — ударные, бас-гитара, синтезатор, гитара

Tomorrow Becomes Today
- Соня Кристина — вокал
- Питер Бэнкс — гитара
- Ларри Фаст — клавишные
- Билли Шервуд — ударные, бас-гитара, синтезатор, гитара

Shining Diamonds
- Алан Парсонс — вокал
- Стив Стивенс — гитара, орган Хаммонда
- Патрик Мораз — клавишные
- Крис Сквайр — бас-гитара
- Билли Шервуд — ударные

In Our Time
- Билли Шервуд — вокал, гитара, бас-гитара, ударные
- Джефф Даунс — клавишные
- Ник Тёрнер — саксофон, флейта

Memory Tracks
- Рой Элбрайтон — вокал
- Аллан Холдсуорт — гитара
- Билли Шервуд — бас-гитара, клавишные, ударные

Just Another Day
- Билли Шервуд — вокал, бас-гитара, ударные
- Гэри Грин — гитара
- Тони Кэй — клавишные

Epilogue
- Уильям Шетнер — слова
- Билли Шервуд — гитара, бас-гитара, клавишные
- Джим Куомо — ударные